# Klemens Remer
Klemens Stanisław Remer (ur. 24 października 1895 w Tłustem, zm. 10 czerwca 1971 w Warszawie) – kapitan rezerwy żandarmerii Wojska Polskiego, działacz niepodległościowy oraz polityczny Narodowych Sił Zbrojnych i Obozu Narodowo-Radykalnego, doktor praw.

## Życiorys

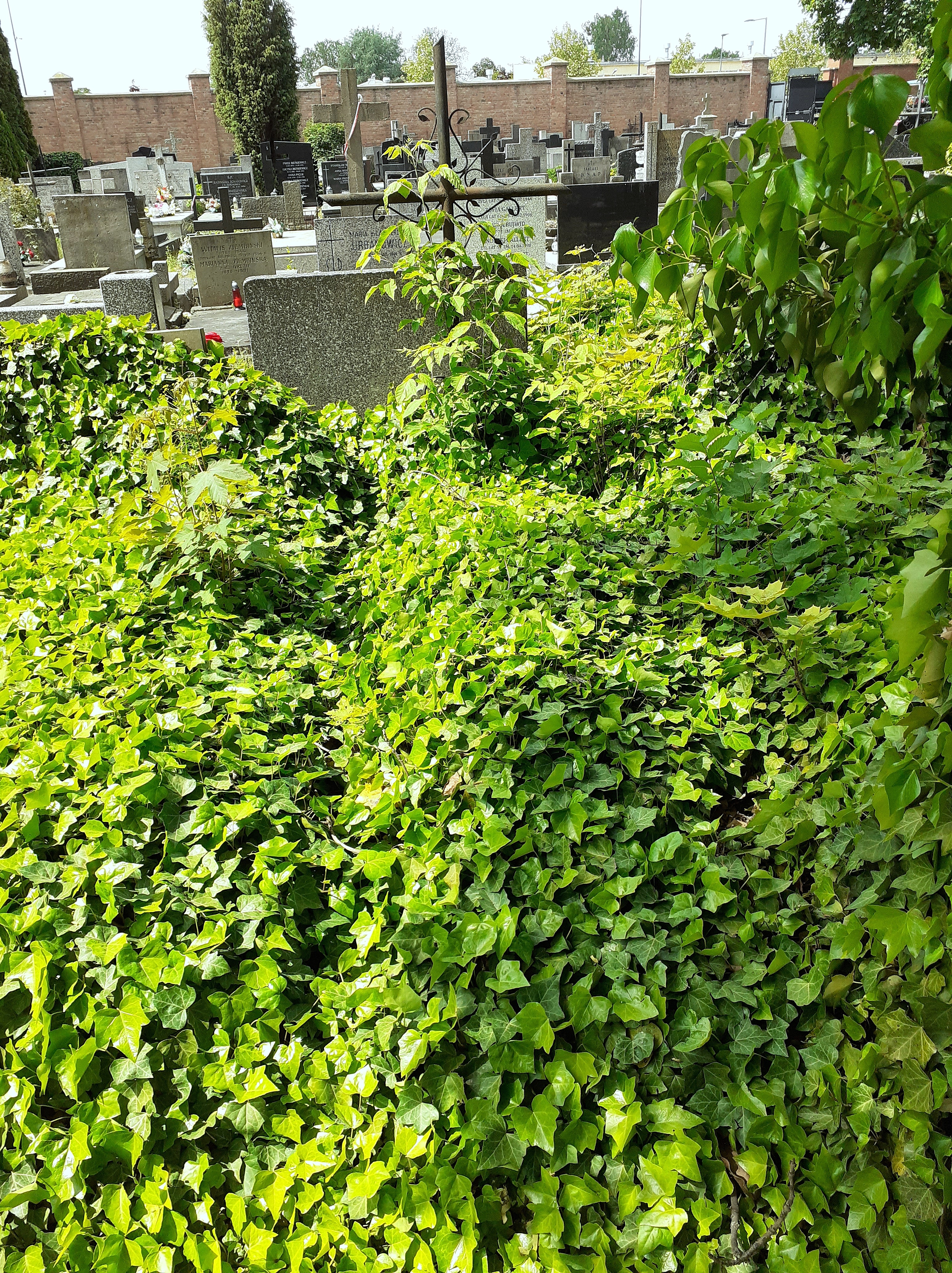
Grobowiec rodzinny Klemensa Remera

Urodził się 24 października 1895 roku w Tłustem, w katolickiej rodzinie Lucjana, oficjała urzędu podatkowego w urzędzie c. k. starostwa powiatu sanockiego) i Marii z domu Martyniec. Jego bratem był Tadeusz (1894–1971), także oficer wojskowy, nauczyciel, bibliotekarz, dyrektor Biblioteki Przyrodniczej. Obaj byli jednymi z pierwszych członków ruchu skautowego w Sanoku, został członkiem tajnego „oddziału ćwiczebnego” im. Hetmana Stanisława Żółkiewskiego, założonego w listopadzie 1909 roku przez działaczy Organizacji Młodzieży Niepodległościowej „Zarzewie”, od 1911 roku jako jawna Drużyna Skautowa im. hetmana Stanisława Żółkiewskiego – Ex ossibus ultor, był członkiem rady kierującej drużyną (innymi harcerzami byli wówczas m.in. jego brat Tadeusz, Jan Bratro, Władysław Brzozowski, Tadeusz Piech, Zygmunt Vetulani, Władysław Zaleski, Mieczysław Krygowski).
W 1913 Klemens zdał z odznaczeniem egzamin dojrzałości w C.K. Gimnazjum Męskim w Sanoku (w jego klasie byli m.in. Jan Ciałowicz, Jan Kuźnar, Włodzimierz Mozołowski, Franciszek Prochaska, Michał Terlecki – wszyscy także późniejsi oficerowie Wojska Polskiego). Po maturze pierwotnie udał się na studia na politechnice. Ukończył studia prawa i uzyskał w tej dziedzinie stopień doktora.
W czasie I wojny światowej walczył w szeregach cesarskiej i królewskiej armii. Jego oddziałem macierzystym był pułk piechoty nr 95. Na stopień podporucznika rezerwy został mianowany ze starszeństwem z 1 stycznia 1917 roku w korpusie oficerów piechoty.
Po odzyskaniu przez Polskę niepodległości został przyjęty do Wojska Polskiego. 27 sierpnia 1920 roku został zatwierdzony z dniem 1 kwietnia 1920 w stopniu rotmistrza, w żandarmerii, w grupie oficerów byłej armii austro-węgierskiej. Pełnił wówczas służbę w dywizjonie żandarmerii wojskowej nr 6 we Lwowie. Zweryfikowany w stopniu kapitana ze starszeństwem z dniem 1 czerwca 1919 roku w korpusie oficerów piechoty. W latach 1923, 1924 był oficerem rezerwowym 26 pułku piechoty we Lwowie. Później został przeniesiony z korpusu oficerów piechoty do korpusu oficerów żandarmerii. W 1934 roku pozostawał w ewidencji Powiatowej Komendy Uzupełnień Warszawa Miasto III i posiadał przydział mobilizacyjny do 1 dywizjonu żandarmerii w Warszawie.
W 1927 roku został mianowany prokurentem Banku Gospodarstwa Krajowego, Oddziału w Cieszynie, w tym roku był także prokurentem BGK, Oddziału w Katowicach, ponadto pełnił tę funkcję w Zakładzie Centralnym BGK. 20 stycznia 1938 roku został wybrany członkiem rady głównej Towarzystwa Pracy Społeczno-Gospodarczej. Członek Głównej Komisji Rewizyjnej Towarzystwa Rozwoju Ziem Wschodnich.
W okresie II wojny światowej w obliczu nadejścia frontu wschodniego ewakuował się wraz z członkami Rady Politycznej Narodowych Sił Zbrojnych do Częstochowy. Tam ukrywał się w mieszkaniu Stanisława Rybickiego, prezydenta Częstochowy. W 1946 roku został członkiem Organizacji Polskiej (także jako Organizacja Wewnętrzna, tajna forma Obozu Narodowo-Radykalnego). W ramach ONR został członkiem Zakonu Narodowego.
Pełnił funkcję dyrektora Banku Gospodarstwa Krajowego, mającego siedzibę w gmachu przy Alejach Jerozlimskich 7 (m.in. był w dyrekcji BGK w 1947). Był recenzentem publicystycznym.
Mieszkał w Warszawie przy ul. Polnej 44 m. 29, a w 1958 przy ulicy Słupeckiej 8 m. 10. Zmarł 10 czerwca 1971 roku (dwa miesiące później zmarł jego brat Tadeusz). Został pochowany na cmentarzu Powązkowskim w Warszawie (kwatera 257c-1-16).

## Życie prywatne
Jego synem był Jan Klemens Remer (ur. 1926).

## Ordery i odznaczenia
- Medal Niepodległości – 24 października 1931 „za pracę w dziele odzyskania niepodległości”[39][34]
- Srebrny Medal Waleczności 2 klasy[12]
- Brązowy Medal Waleczności dwukrotnie[12]
- Krzyż Wojskowy Karola[12]